# Cerkiew św. Anny w Kruszynianach
Cerkiew pod wezwaniem św. Anny – prawosławna cerkiew parafialna w Kruszynianach. Należy do dekanatu Sokółka diecezji białostocko-gdańskiej Polskiego Autokefalicznego Kościoła Prawosławnego.

## Opis
Świątynia znajduje się na cmentarzu prawosławnym, zlokalizowanym w północnej części wsi, w pobliżu drogi do Łosinian. Cmentarz o powierzchni 0,97 ha został założony w XVIII wieku.
Cerkiew wzniesiono w latach 1984–1985 na miejscu poprzedniej (drewnianej, z 1829), która spłonęła w 1983.
Budowla murowana, otynkowana i pomalowana na biało. Wejście poprzedzone gankiem, na dachu którego znajduje się metalowa dzwonnica (posiadająca 2 dzwony). Od tyłu niewielka półkolista apsyda. Dachy cerkwi blaszane. Wzdłuż osi głównej dach jednokalenicowy, zwieńczony wieżyczką z dużym baniastym hełmem. Nad bocznymi oknami dachy dwuspadowe.
W 2015 przeprowadzono remont wnętrza świątyni – odnowiono ikonostas, naprawiono pęknięcia ścian, wymieniono posadzkę. Po ukończeniu prac, cerkiew została konsekrowana w dniu święta patronalnego (7 sierpnia) przez biskupa supraskiego Grzegorza.

## Galeria

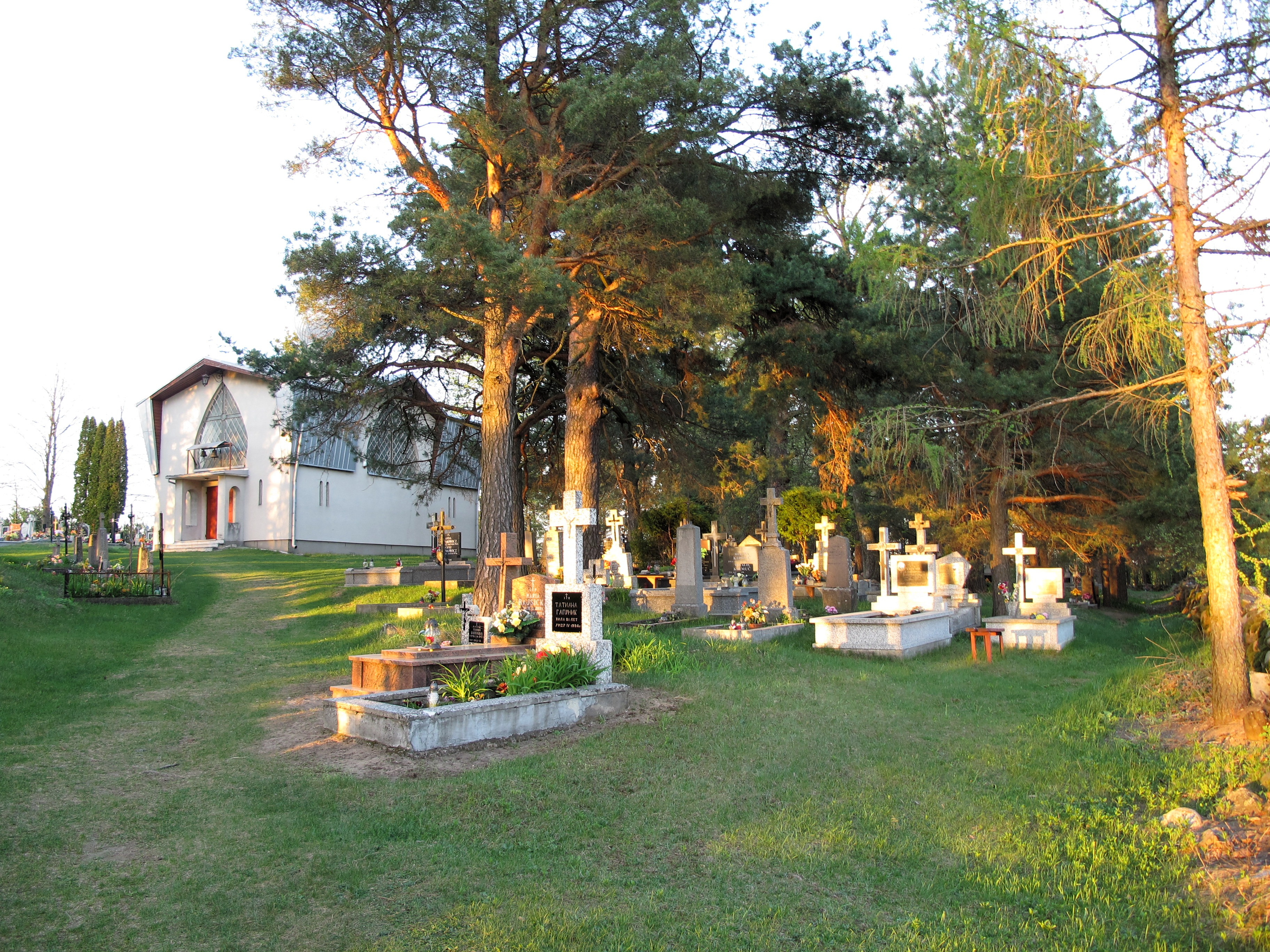
Cmentarz prawosławny, w głębi cerkiew
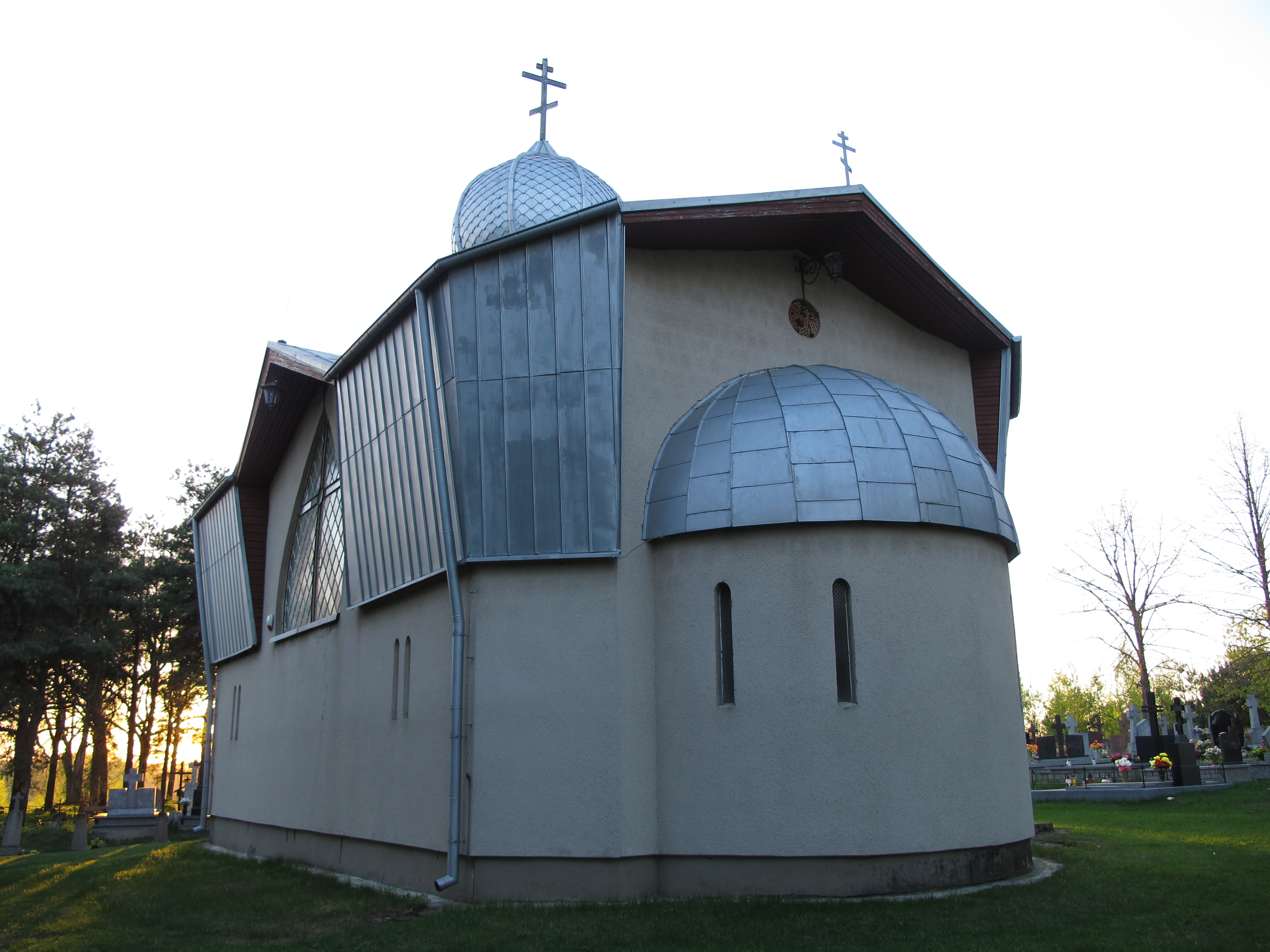
Apsyda na tylnej ścianie
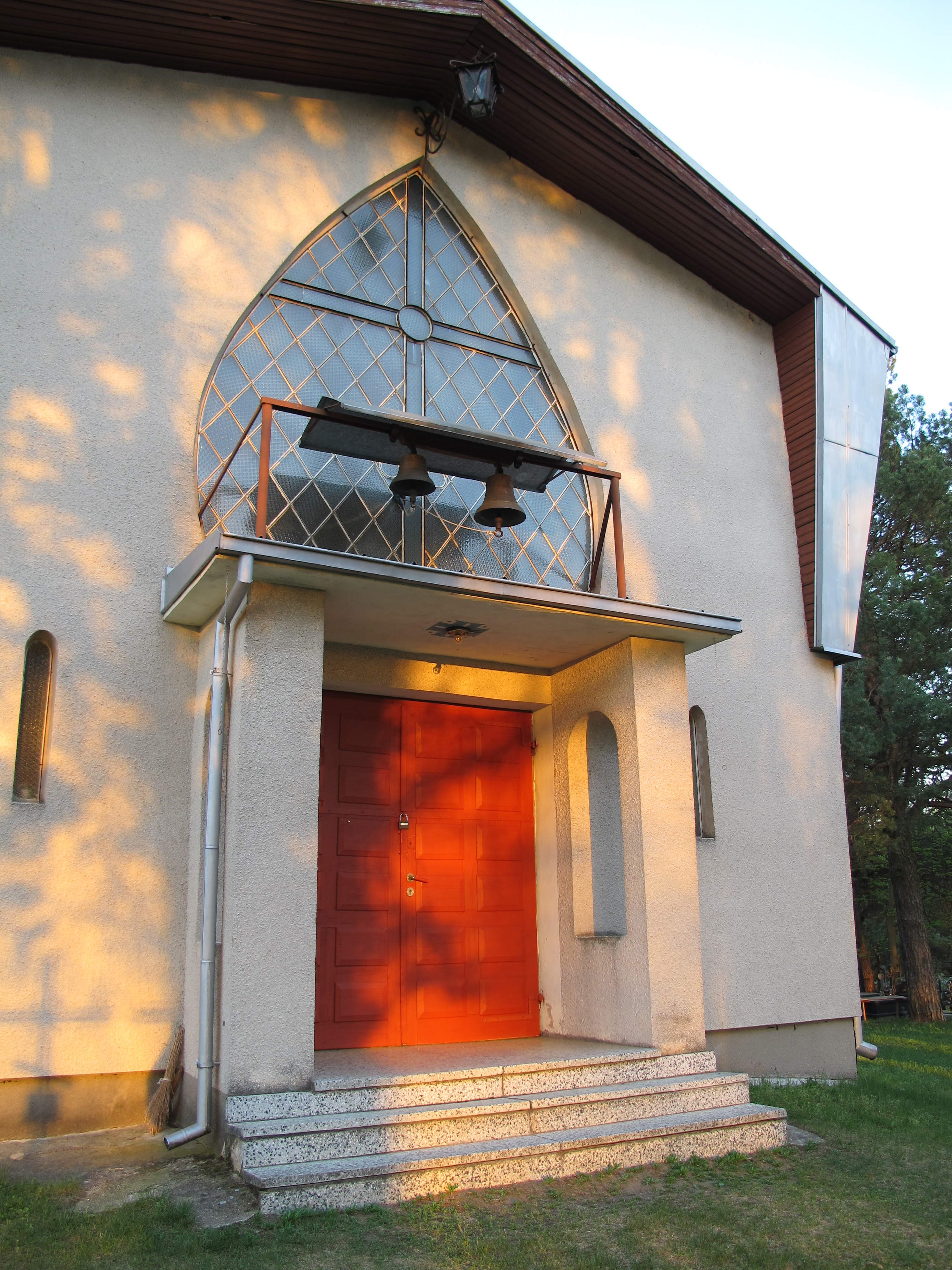
Ganek z dzwonnicą